# رایفنبرگ
رایفنبرگ (به آلمانی: Reifenberg) یک شهر در آلمان است که در زودوستپفالتس واقع شده‌است. رایفنبرگ ۸۲۹ نفر جمعیت دارد.